# La tana del bianconiglio
La tana del bianconiglio (Rabbit Hole) è un dramma del drammaturgo statunitense David Lindsay-Abaire, vincitore del Premio Pulitzer per la drammaturgia nel 2007.

## Trama
Becca ed Howie Corbett hanno vissuto una vita perfetta fino al tragico incidente che ha ucciso Danny, il loro figlio di quattro anni. Pochi mesi dopo l'irresponsabile Izzy, sorella di Becca, resta incinta, scatenando reazioni contrastanti nella donna. Nat, la mamma di Becca, cerca di parlare alla figlia su come superare il dolore (anche lei ha perso un figlio), ma la donna non l'ascolta. Becca decide di vendere la casa per sbarazzarsi del ricordo costante del figlio e Howie si allontana da lei, sentendosi tradito dal fatto che la moglie voglia apparentemente lasciarsi il ricordo di Danny alle spalle. A complicare ulteriormente la vicenda si aggiunge il fatto che Jason, il ragazzo che aveva accidentalmente investito il bambino, entra nella vita della coppia per offrire le proprie scuse.

## Produzioni
Dopo il debutto al Pacific Playwrights Festival di Costa Mesa nel 2005, il dramma debuttò al Biltmore Theatre Broadway il 22 febbraio 2007 e rimase in scena per 77 repliche prima di chiudere il 9 aprile. Facevano parte del cast Cynthia Nixon (Becca), John Slattery (Howie), Tyne Daly (Nat), John Gallagher Jr. (Jason) and Mary Catherine Garrison (Izzy), mentre Daniel J. Sullivan curava la regia. La piece vinse il Premio Pulitzer per la drammaturgia e Nixon il Tony Award alla miglior attrice protagonista in uno spettacolo.

## Adattamento cinematografico
Nel 2010 John Cameron Mitchell ha diretto un adattamento cinematografico, Rabbit Hole, con Nicole Kidman, Aaron Eckhart, Dianne Wiest e Miles Teller.